# Баоаньский язык
Баоаньский язык (кит. 保安语; Bao’an, Baonan, Boan, Bonan, Paoan, Paongan) — язык баоаньского (и частично монгорского) населения КНР. Распространён в Цзишишань-Баоань-Дунсян-Саларском автономном уезде Линься-Хуэйского автономного округа провинции Ганьсу и в уезде Тунжэнь Хуаннань-Тибетского автономного округа провинции Цинхай. Относится к монгольской языковой семье. Диалекты: дахэцзяский, тунжэньский (Tungyen), чжишишаньский (Dahejia, Dajiahe, Dakheczjha). У чжишишаньского диалекта также есть поддиалекты: ганьхэтаньский и дадуньский, у тунжэньского есть гачжури, гомари, нижний баоаньский и няньдухунский поддиалекты.

## Генеалогическая и ареальная информация
Баоаньский принадлежит к языкам монгольской семьи, которая сторонниками алтайской гипотезы считается частью алтайской макросемьи. Относится к южномонгольской группе, в которой выделяются шира-югурский язык, монгорский язык и баоано-дусянская подгруппа, к которой относится баоаньский язык (наряду с дусянским языком и языком канцзя).
Большая часть носителей баоаньского языка проживает в уезде Линься провинции Ганьсу (дахэцзяский говор), меньшая часть — в уезде Туньжэнь провинции Цинхай (тунжэньский говор). Разница между говорами в основном заключается в фонетике и лексике.

## Социолингвистическая информация
Баоаньский язык является бесписьменным, не имеет литературного стандарта, не преподаётся. Количество носителей оценивается в 6000 человек (1999). Согласно сайту Ethnologue статус языка оценивается как 6b (Threatened). Носители баоаньского языка в течение нескольких столетий были изолированы от других монгольских народностей, в том числе дунсян. Этому в первую очередь способствовал переход от кочевой жизни к оседлости. По причине изоляции носителей в этот период баоаньский язык развивался независимо от других языков монгольской семьи.

## Типологическая характеристика

### Тип выражения грамматических значений
Грамматические значения выражаются синтетически.
| (1) | нджаң                | амэ-ћалэ | jуд-о       |
|     | Он.nom               | мать-un  | уходить-pst |
|     | ‘Он ушел с матерью.’ |          |             |

### Характер границы между морфемами
Границы между морфемами носят в основном агглютинативный характер, фузия баоаньскому языку не свойственна, за исключением единичных примеров (например, выпадение последнего гласного глагольной основы, оканчивающейся на -э, перед суффиксом первого прошедшего врмени -о, чередование суффиксов второго прошедшего времени -джэ/-чэ).
| (2) | мэд-о                       |
|     | знать-pst (от основы мэдэ-) |
|     | знал(-а/-о/-и)              |

### Базовый порядок слов
Базовый порядок слов — SOV.
| (3) | абэ                  | мутоң  | hдолэ-джо     |
|     | отец                 | дерево | рубить-pr.2/3 |
|     | ‘Отец рубит дерево.’ |        |               |

Обстоятельство в немаркированном предложении располагается между субъектом и объектом (хотя его позиция менее строго фиксирована).
Предлогов нет, многочисленные послелоги выражают пространственные, целевые и другие значения, способны управлять категорией падежа. Препозитивными оказываются только некоторые частицы. Грамматические значения выражаются постфиксально, префиксация для баоаньского языка не характерна.

### Локус маркирования в посессивной именной группе и предикации
В посессивной именной группе маркирование зависимостное.
| (4) | мутоң-нэ        | лабчоң |
|     | дерево-poss     | листва |
|     | ‘листва дерева’ |        |

В именных групах модификаторы предшествуют вершине. Согласования не наблюдается.
| (4) | шджiћан             | агу     |
|     | маленький           | девочка |
|     | ‘маленькая девочка’ |         |

Тип маркирования в предикации различается в зависимости от времени. Так, в большинстве форм маркирование зависимостное: падеж подлежащего приписывается ему его синтаксической ролью.
| (5) | шджiћан    | jуд-о       |
|     | Он.nom     | уходить-pst |
|     | ‘Он ушел.’ |             |

| (6) | нджасэ      | jуд-о       |
|     | Они.nom     | уходить-pst |
|     | ‘Они ушли.’ |             |

Однако в изъявительном наклонении настоящего времени на глаголе есть показатель лица, согласуемый с лицом подлежащего, что является примером двойного маркирования.
| (7) | бэ        | сӯ-джi       |
|     | я.nom     | сидеть-prs.1 |
|     | ‘Я сижу.’ |              |

| (8) | нджаң       | сӯ-джо         |
|     | он.nom      | сидеть-prs.2/3 |
|     | ‘Он сидит.’ |                |

### Тип ролевой кодировки
Ролевая кодировка аккузативная.
| (9) | нджаң                       | мэргу-нэ   | iкан | дэћоң | гэд-о        |
|     | Он.nom                      | одежда-acc | кан  | на    | положить-pst |
|     | ‘Он положил одежду на кан.’ |            |      |       |              |

| (10) | а̄бэ              | нат-о         |
|      | отец.nom         | вернуться-pst |
|      | ‘Отец вернулся.’ |               |

| (11) | нджаң        | нiтэр-джэ        |
|      | он.nom       | промокнуть-iipst |
|      | ‘Он промок.’ |                  |

## Фонетика
| Подъём  | Ряд          | Ряд          | Ряд        |
| Подъём  | Передний     | Задний       | Задний     |
| Подъём  | Неогублённые | Неогублённые | Огублённые |
| ------- | ------------ | ------------ | ---------- |
| Верхний | i            |              | у (ӯ)      |
| Средний |              |              | о (о̄)      |
| Нижний  | э (э̄)        | а (а̄)        |            |

У гласного i долгий вариант отсутствует; э̄, а̄, о̄, ӯ встречаются в первом слоге двусложных слов либо в односложных словах. Оппозиция кратких и долгих гласных позиционно обусловлена и не имеет смыслоразличительной функции.
|          |             | Губно-губные | Губно-зубные | Переднеязычные | Палатальные | Заднеязычные | Глоттальные |
| -------- | ----------- | ------------ | ------------ | -------------- | ----------- | ------------ | ----------- |
| Шумные   | Смычные     | б п          |              | д т            |             | г, ћ к       |             |
| Шумные   | Фрикативные |              | в ф          | с, ш           | j           | х            | h           |
| Шумные   | Аффрикаты   |              |              | дж ч           |             |              |             |
| Сонорные | Носовые     | м            |              | н              |             | ң            |             |
| Сонорные | Боковые     |              |              | л              |             |              |             |
| Сонорные | Дрожащие    |              |              | р              |             |              |             |

Ударение располагается на последнем слоге слова. Строго выдержанная гармония гласных отсутствует. Типичная структура слога — (C)(C)V(C).

## Система частей речи
Имена существительные, имена прилагательные, имена числительные, глаголы, наречия и местоимения формируют класс знаменательных частей речи. К служебным частям речи в баоаньском языке относятся послелоги, частицы и союзы. Междометия также представлены в языке.

### Грамматические категории имени
Категория числа представлена единственным и множественным числом. Они имеют соответственно показатели -ңгэ (гэ) и -лэ. Употребление суффикса единственного числа факультативно.
Категория падежа представлена следующим образом.
| Падеж            | Функции                                     |
| ---------------- | ------------------------------------------- |
| Именительный     | падеж подлежащего                           |
| Родительный      | падеж определения                           |
| Дательно-местный | падеж непрямого дополнения и направления    |
| Исходный         | падеж источника движения                    |
| Орудийный        | падежи косвенных дополнений / обстоятельств |
| Соединительный   | падежи косвенных дополнений / обстоятельств |

Тип склонения единый для всех имен и местоимений, падежные показатели не имеют позиционных вариантов.
Категория принадлежности выражается показателем -нэ на зависимом соответствующей именной группы.
Категория определенности / неопределенности не грамматикализована.
Приименное отрицание выражено частицами гi, шi.

### Грамматические категории глагола
Категория вида не имеет синтетических форм выражения, образуется соединением деепричастия со служебным глаголом.
Категория залога представлена следующими показателями:
| Залог              | Показатель         |
| ------------------ | ------------------ |
| Действительный     | нулевой показатель |
| Побудительный      | -ћэ                |
| Взаимно-совместный | -чi                |

Категория наклонения представленна изъявительным и повелительно-желательным. Последнее изменяется только по лицам и числам. Для изъявительного наклонения противопоставлены настоящее, будущее и прошедшее времена.
Категория переходности — непереходности характеризует глагольные основы, не является словоизменительной и не имеет собственных показателей.
Категория лица наблюдается в повелительно-желательном наклонении. Менее строгое разграничение представлено для глаголов настоящего времени изъявительного наклонения, где 1-е лицо противопоставляется 2-му и 3-му, а также причастиям будущего времени в предикативной позиции (то же противопоставление).
Для отрицания при глаголах используются частицы тэгэ (препозитивная), лэ, сэ (постпозитивные). При причастиях будущего времени в предикативной функции используется также частица шi / шо для первого и непервых лиц соответственно.
Отглагольные формы представлены причастиями настоящего, будущего и прошедшего времени, а также деепричастиями: соединительными, продолжительными, предварительными, условными, уступительными, цели и предела.

### Грамматические категории прилагательных
Имена прилагательные не имеют собственных грамматических категорий, не согласуются с вершиной, не образуют синтетических форм степеней сравнения.

### Грамматические категории местоимений
Местоимения в баоаньском языке имеют следующие разряды:
- личные
- указательные
- вопросительные
- возвратное (годжэ)

### Числительные
Числительные относятся к количественным и собирательным, порядковые числительные не выделены.

## Список глосс
- acc — винительный падеж
- pr — настоящее время
- pst — первое прошедшее время
- un — соединительный падеж
- iipst — второе прошедшее время
- 1 — первое лицо
- 2/3 — единая форма второго или третьего лица